# Antonio Jesús Cantón Román
Antonio Jesús Cantón Román (Roquetas de Mar, Almería, 24 de marzo de 2001) más conocido como Antonio Jesús, es un futbolista español que juega como mediocentro en la Unión Deportiva Almería "B" de la Segunda Federación, cedido por el Villarreal CF.

## Trayectoria
Natural de Roquetas de Mar, Almería, Antonio Jesús es un jugador formado en la Escuela Deportiva de Fútbol del Ayuntamiento de Roquetas de Mar, antes de ingresar en 2014 en la cantera del FC Barcelona con apenas 13 años. Más tarde, Cantón iría quemando etapas en La Masía hasta formar parte del Juvenil "A" blaugrana desde 2018 a 2020. 
El 15 de enero de 2020, debuta con el FC Barcelona B en la Segunda División B de España, en un encuentro frente al CF Badalona.
En la temporada 2020-21, firma por el Villarreal CF C poniendo fin a una etapa de 6 años en el FC Barcelona y sería asignado al Villarreal CF C de la Tercera División de España.
En la temporada 2022-23, sería ascendido al Villarreal CF B de la Segunda División de España. 
El 24 de julio de 2022, firma por la SD Amorebieta de la Primera Federación, cedido durante una temporada por el Villarreal CF.

### Selección nacional
Cantón es internacional con la Selección de fútbol sub-16 de España.

## Clubes
| Club                        | País   | Año       |
| --------------------------- | ------ | --------- |
| FC Barcelona B              | España | 2020      |
| Villarreal CF C             | España | 2020-2022 |
| Villarreal CF B             | España | 2022-2023 |
| SD Amorebieta (cedido)      | España | 2022-2023 |
| Villarreal CF B             | España | 2023      |
| Unión Deportiva Almería "B" | España | 2023-act. |